# Experimento NA61

Logo do experimento

O experimento NA61(SHINE significando "SPS Heavy Ion e Neutrino Experiment") é um experimento de física de partículas na Área Norte do Super Sincrotrão a Protões (SPS) no CERN. O experimento estuda os estados finais hadrônicos produzidos nas interações de vários feixes de partículas (píons, prótons e núcleos de berílio, argônio e xenônio) com uma variedade de alvos nucleares fixos nas energias do SPS. Cerca de 135 físicos de 14 países e 35 instituições trabalham no NA61/SHINE, liderado por Marek Gazdzicki. O NA61/SHINE é o segundo maior experimento de alvo fixo no CERN.

## Programa de física
O programa de física NA61/SHINE foi projetado para medir a produção de hádrons em três tipos diferentes de colisões:
- Em colisões núcleo-núcleo (íon pesado), em particular a medição de flutuações e correlações de longo alcance, com o objetivo de identificar as propriedades do início do desconfinamento e encontrar evidências para o ponto crítico da matéria fortemente interagente.

- Em interações próton-próton e próton-núcleo necessários como dados de referência para melhor compreensão das reações núcleo-núcleo; em particular no que diz respeito às correlações, flutuações e momentos transversais elevados.

- Em interações hadron-núcleo necessárias para experimentos de neutrinos (T2K, NOvA e futuro DUNE) e raios cósmicos (Observatório Pierre Auger e KASCADE).